# Rolling release
Rolling release (traducere aproximativă versionare continuă), în dezvoltarea software, este un concept de livrare frecventă a actualizărilor de aplicații. Aceasta e în contrast cu un model de dezvoltare standart sau eliberare punctuală care utilizează versiuni de programe care trebuie să fie reinstalate peste versiunile anterioare. Un exemplu de așa diferență ar fi versiunile multiple de Ubuntu Linux versus unica, constant actualizata versiune al Arch Linux.

## Eliberare încontinuu
Modelele de dezvoltate de eliberare încontinuu sunt unele din multe tipuri de stadii de dezvoltare al unui software. Deși un model de eliberare încontinuu poate fi utilizat în dezvoltarea a oricărui program sau colecții de programe, deseori e văzut în distribuții Linux, exemple notabile fiind de exemplu GNU Guix System, Arch Linux, Gentoo Linux, openSUSE Tumbleweed, PCLinuxOS, Solus, SparkyLinux și Void Linux.
O eliberare încontinuu e tipic implementată  folosind actualizări mici și frecvente. Totuși, pur și simplu a avea actualizări nu înseamnă automat că programul utilizează un ciclu de eliberare încontinuu; pentru aceasta, filozofia dezvoltatorilor trebuie să fie lucrul cu o singură ramură de cod, versus versiuni discrete. Când eliberarea încontinuu e alesă ca model de dezvoltare, actualizările program sunt deobicei livrate utilizatorilor printr-un gestionar de pachete pe calculatorul personal al utilizatorului , accesând prin internet un repozitor de programe la distanță (deobicei printr-o oglindă de descărcare) stocat pe un server de fișiere în internet.